# Monodia akompaniowana
Monodia akompaniowana – gatunek monodii, styl śpiewu solowego przeznaczony na jeden głos z towarzyszeniem instrumentu.
Początków monodii akompaniowanej można szukać w starożytności (np. w muzyce starogreckiej), podobny styl istniał także w średniowieczu (na przykład canzony z towarzyszeniem lutni). W epoce renesansu pieśni i madrygały monodyczne zostały zdominowane przez muzykę polifoniczną. 
Pod koniec XVI wieku włoska grupa muzyków i uczonych - Camerata florencka - zaczęła propagować styl monodyczny postulując powrót do tradycji antycznej, ale z towarzyszeniem basso continuo. W ten sposób na przełomie XVI i XVII wieku powstała nowożytna monodia akompaniowana. Był to śpiew lub śpiewna deklamacja z akompaniamentem rozłożonych akordów instrumentu strunowego (lutni, chitarrone, później klawesynu). Ten styl stał się podstawą do stworzenia w epoce baroku wielkich form wokalnych – opery, oratorium, kantaty.